# Кривошеев, Марк Иосифович
Марк Ио́сифович Кривоше́ев (30 июля 1922, Полтава — 16 октября 2018, Москва) — советский и российский учёный, входит в плеяду создателей современного мирового телевидения, доктор технических наук (1966), заслуженный деятель науки и техники РСФСР (1984). Один из создателей современных международных стандартов цифрового телевидения и телевидения высокой чёткости.

## Биография
Родился в Полтаве. Окончил Полтавскую школу № 10. В 1933 году во Дворце пионеров участвовал в сборке самодельного механического телевизора с диском Нипкова, что предопределило будущую профессию.
7 мая 1945 года, ещё будучи студентом Московского института инженеров связи (МИИС), участвовал в техническом обеспечении первой в Европе послевоенной передачи Московского телевизионного центра (МТЦ). В 1946 году окончил МИИС и был направлен на МТЦ. В 1946 году разработал блок развёртки, позволивший впервые получить телевизионное изображение по новому стандарту 625 строк. Участвовал в разработках первых телевизоров по этому стандарту. В 1947 году назначен руководителем аппаратно-студийного комплекса МТЦ. 3 сентября 1948 года впервые вывел в эфир сигналы телепрограммы в стандарте 625 строк.
В 1950 году переведён в Министерство связи СССР и назначен начальником отдела телевидения. Выполнял большую работу по становлению и развитию передающей сети ТВ и УКВ-ЧМ вещания страны. В 1957 году подготовил первые проекты постановления СМ СССР о строительстве нового Московского телецентра с башней для антенн высотой 500 м, а также проект технического задания ГСПИ Минсвязи СССР на проектирование этого комплекса.
В 1959 году назначен начальником отдела телевидения и лаборатории телеизмерений Научно-исследовательского института радио (НИИР). Осуществлял многие разработки в области технических средств телевещания. Он признанный создатель советской школы телеизмерений. С 1996 года — главный научный сотрудник. В 1962 году руководил разработкой телевизионного комплекса для спутниковой системы связи «Молния», впервые передавшей в 1965 году телепрограммы из Москвы во Владивосток и обратно.
В 1954—1970 годах избирался членом и вице-председателем бюро телегруппы изучения Международной организации по радио и телевизионному вещанию (ОИРТ). С 1970 года в течение 30 лет бессменно руководил ТВ исследовательской комиссией (ИК 11) Международного консультативного комитета по радио (МККР) — признанным международным форумом по стандартизации телевещания. В 1980 году руководил разработкой телевизионного комплекса для передачи сигналов программ Олимпиады-80.
С 2000 года до конца жизни являлся почётным председателем вещательной исследовательской комиссии (ИК 6) сектора радиосвязи Международного союза электросвязи (МСЭ-R; название МККР с марта 1993 года). Руководил и участвовал в разработках более 150 рекомендаций (в том числе общеизвестной BT.601), ставших пакетом стандартов, фундаментом внедрения цифрового телевидения в России и в мире. В 2004 году был избран председателем Первой сессии Конференции РРК 2004/6 в Женеве, которая разработала технические основы для планирования на второй сессии в 2006 году и впервые закрепила на всей территории России и стран-членов СНГ частотные каналы (примерно 500 МГц в диапазоне ниже 1 ГГц), необходимые для наземного телевещания и других служб. В 2008 году по его инициативе и предложенной им стратегии в МСЭ-R начата международная стандартизация объёмного (3D) цифрового телевещания. В 2009 году как основоположник интерактивных видеоинформационных систем, которые обеспечат массовую экранизацию высококачественной визуальной информации в многолюдных местах, в том числе «наружное» телевещание, был избран руководителем международной группы в МСЭ-R по проблемам стандартизации таких систем. Отчёт группы утверждён в 2011 году.
В 2010—2011 годах им были разработаны стартовые положения новой концепции развития телерадиовещания до 2020—2025 годов, интегрирующие новые сферы, международные исследования в которых проводятся как по инициативе России, так и при активном её участии. До этого разработал основные положения реализуемой концепции (2009—2015), впервые знаменующей переход от аналогового телевещания к цифровому.
Умер 16 октября 2018 года в Москве. Похоронен на кладбище «Ракитки».

## Оценки деятельности
Оценки деятельности М. И. Кривошеева рядом представителей высшего мирового эшелона в области вещания и связи ограничены международной стандартизацией цифрового телевещания.
На собрании ИК 11 МККР (Женева, 21 июля 1972 года) впервые была начата международная стандартизация цифрового телевещания. Под руководством М. И. Кривошеева была разработана первая исследовательская программа по кодированию цифровых телесигналов, объединившая мировые усилия в этой сфере. Достижения начались с единогласного принятия на XV Пленарной Ассамблее МККР в 1982 году первой Рекомендации по цифровому телевидению (Рекомендация МККР BT.601). Она стала основой для стандартизации видеосигналов и оборудования в телевизионных студиях во всём мире. Национальная Академия телеискусств и наук США отметила этот успех МККР «Золотой Эмми».
Важную роль в прогрессе международной стандартизации телевидения высокой чёткости сыграла XV Пленарная Ассамблея МККР (Дубровник, май 1986 года), на которой председатель ИК-11 впервые представил разработанный им глобальный подход к изучению ТВЧ. Технический директор Европейского Вещательного Союза (EBU) и председатель наградного комитета 15 Международного телесимпозиума (Монтрё, 1987 год) Р. Грессман (англ. R. Gressmann), вручая М. И. Кривошееву — первому из нашей страны лауреату высшей награды Симпозиума — Золотую медаль, отметил:
На недавней Пленарной Ассамблее МККР в Дубровнике в мае 1986, Кривошеев сыграл важную роль и содействовал разработке компромиссного плана дальнейшего изучения различных систем ТВЧ, предлагаемых в качестве международных стандартов.
Посол Б. Холмс (англ. B. Holmes) Директор бюро по международным связям и информационной политике Государственного Департамента США:
Позвольте мне также признать достижения профессора Марка Кривошеева, председателя 11-й исследовательской комиссии. Вами было обеспечено руководство и вдохновение для разработки производственного стандарта ТВЧ. Позвольте мне присоединиться ко многим со всего мира, кто отмечает Вас за ваши выдающиеся достоинства.
Ассоциация национальных северо-американских вещателей NANBA за вклад в разработку международных стандартов телевещания вручила председателю ИК 11 бронзовую доску Почёта. Президент Института инженеров телевидения Японии И. Накамура (англ. Y. Nakamura) в письме от 6 июня 1990 года писал:
Уважаемый профессор доктор Кривошеев, для меня составляет большое удовольствие проинформировать Вас, что на Генеральной Ассамблее ITEJ 26 мая 1990 г. Вы были избраны Почётным членом Института за Ваш вклад в развитие ТВ-технологий и выдающуюся деятельность в международной стандартизации ТВЧ…
Это было пятое награждение ITEJ после В. К. Зворыкина, который был избран первым Почётным членом в 1955 году.
Профессор У. Реймерс (нем. U. Reimers), руководитель разработки самой распространённой в мире и принятой в России системы цифрового телевещания DVB, президент Общества телевидения и кинотехники Германии (FKTG) обратился к М. И. Кривошееву (письмо от 5 июля 1993 года) в связи с избранием его Почётным членом этого общества: «Поздравления… можно сказать от сына к отцу. Однако я приношу их от имени всех членов президиума и всех членов FKTG».
На международном симпозиуме в Монтрё в 1997 году демонстрировались цифровые системы ТВЧ, сигналы которых передавались в стандартных радиоканалах. В связи с этим журнал «EBU Technical Review» — Summer 1997 писал:
Кто бы мог предположить в начале этого десятилетия, что можно достигнуть такого уровня высококачественного сжатия в полосах частот наземных каналов? Так думал лишь один человек, и он вдохновил сообщество вещателей на разработку и внедрение систем, показанных в Монтрё. Это был профессор Марк Кривошеев, председатель ИК 11 МСЭ-R. Полностью сбылась его мечта о совместимости ТВЧ с полосами частот каналов 6, 7 и 8 МГц.
В 1998 году лауреатом награды Почёта национальной ассоциации вещателей США (NAB) стал профессор М. И. Кривошеев — первый представитель России. Она традиционно считается высшей международной наградой для специалистов в области телерадиовещания и вручается на съезде NAB, проводимом в Лас-Вегасе (США).
Дж. Флаерти (англ. J. Flaharty) — председатель Технического комитета Всемирного вещательного союза (WBU-TC), старший вице-президент по технике Корпорации СВС (США) в своём докладе на конференции TRBE в 1998 году отметил:
Америка в долгу перед русскими, нашедшими в Америке свою вторую родину и принёсшими нам огромную пользу благодаря своим выдающимся способностям. Наиболее заметными были Давид Сарнофф, президент RCA, давший XX веку телевидение и цветное телевидение Америке, и Владимир Зворыкин…, обеспечивший внедрение современного электронного телевидения … системы телевидения развивались на национальном и региональном уровнях, каждая в соответствии со своим собственным стандартом, причём эти стандарты часто были несовместимы друг с другом. Всё это продолжалось и с возникновением и развитием цветного ТВ. Хаос продолжался, несмотря на развитие систем видеозаписи, международных спутниковых систем и в начале развития цифрового ТВ. Вся эта Вавилонская башня громоздилась всё выше и выше, и положение становилось всё хуже.

Так продолжалось бы и дальше, если бы не вмешался ещё один инженер из России и Международный союз электросвязи (МСЭ). Проблема была разрешена благодаря титаническим усилиям профессора Марка Кривошеева, который в условиях сложной политической обстановки провёл всё техническое сообщество, участвовавшее в работе МСЭ, через нагромождения технических проблем к решению, имевшему жизненно важное значение для мировых телекоммуникаций. Я приведу лишь два наиболее значимых результата — Рекомендацию МККР BT.601-4, которая привела к созданию общемировых стандартов для цифровых систем видеозаписи, и Рекомендацию МСЭ-R ВТ.709-2, которая создала уникальный стандарт ТВЧ (HDTV CIF) для производства программ ТВЧ и обмена ими в общемировом масштабе.
В 2007 году в Женеве Генеральный секретарь МСЭ Х. Туре «За достижения на протяжении всей жизни в техническом развитии телевизионных служб и систем» вручил М. И. Кривошееву престижную награду «Всемирного информационного общества − 2007».
В 2011 году награждён Национальной премией «Большая цифра» «за вклад в развитие цифрового телевидения».
17 мая 2015 года стал одним из шести обладателей награды ITU150 МСЭ как «выдающийся деятель и учёный, сделавший наибольший вклад в улучшение жизни граждан всего мира с помощью инноваций в области ИКТ».

## Награды

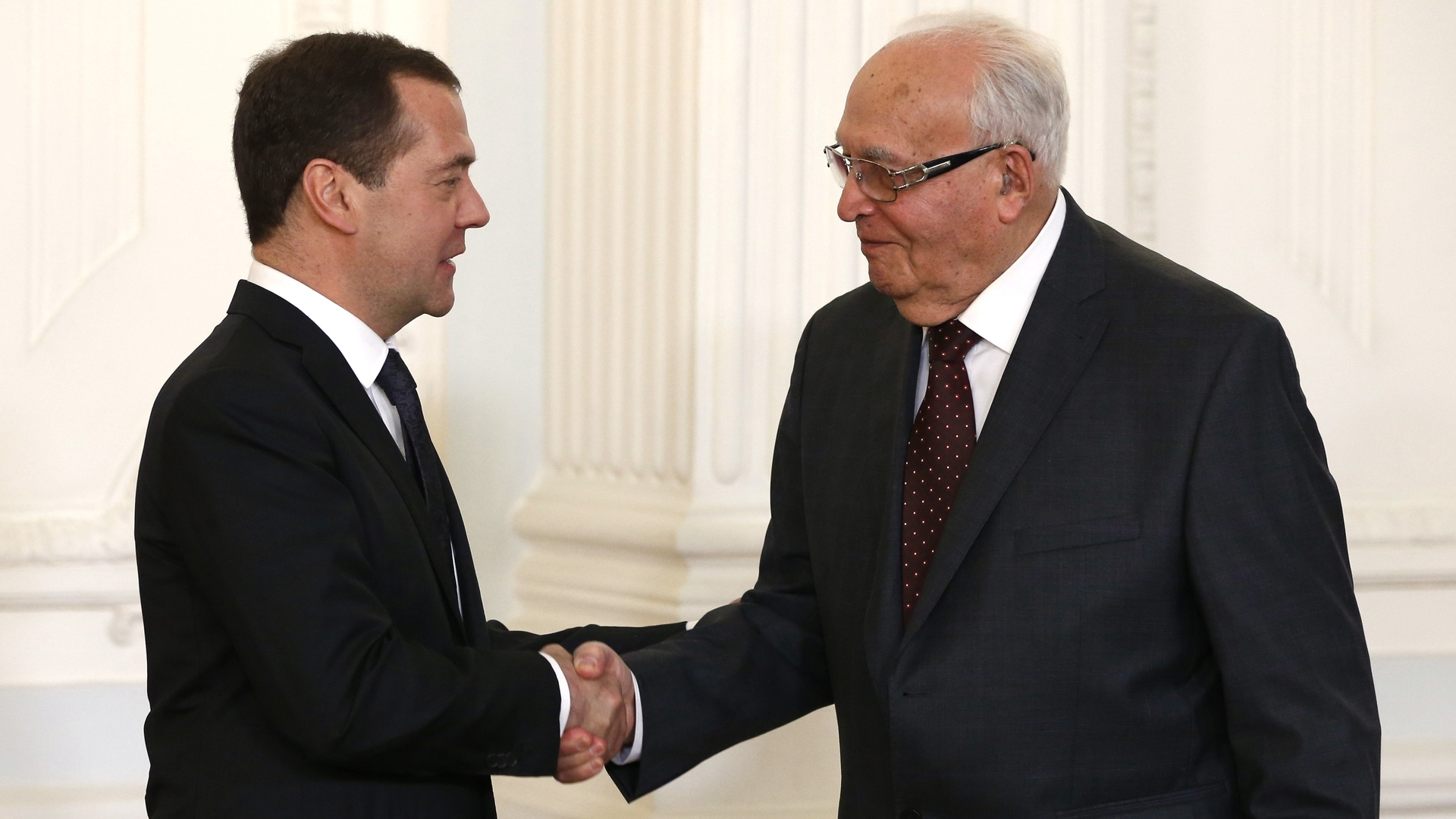
Дмитрий Медведев и Марк Кривошеев во время вручения премии Правительства РФ в области СМИ 13 января 2017 года

- 1972 — почётное звание «Заслуженный изобретатель РСФСР» — за заслуги в области изобретательской деятельности[14];
- 1974 — Орден Трудового Красного Знамени[15];
- 1991 — Национальный Орден за Заслуги (Франция)[16];
- 1992 — Золотая Медаль Ордена за Заслуги (Польша)[17];
- 1981 — Государственная премия СССР[18];
- 1999 — Орден Дружбы — за заслуги перед государством и высокие достижения в производственной деятельности, большой вклад в укрепление дружбы и сотрудничества между народами[19];
- 1999 — Медаль прогресса (Общество инженеров кино и телевидения);
- 2000 — Государственная премия Российской Федерации 2000 года в области науки и техники — за разработку и внедрение цифровой системы передачи дополнительной информации для сетей общего и специального назначения (система «ТВ-Информ»)[20];
- 2002 — Премия ТЭФИ (единственному инженеру за всю её историю);
- 2002 — Благодарность президента Российской Федерации — за большой вклад в развитие средств связи и многолетнюю добросовестную работу[21];
- 2006 — Орден «За заслуги перед Отечеством» IV степени — за большой вклад в развитие отечественного телерадиовещания и многолетнюю плодотворную работу[22];
- 2009 — Почётный доктор Санкт-Петербургского университета кино и телевидения (СПБГУКиТ)[источник не указан 1490 дней];
- 2011 — Почётный доктор Санкт-Петербургского государственного университета телекоммуникаций имени профессора М. А. Бонч-Бруевича (СПбГУТ)[23];
- 2011 — Орден «За заслуги перед Отечеством» III степени — за большие заслуги в развитии отечественного телерадиовещания и многолетнюю плодотворную деятельность[24];
- 2013 — Почётная грамота президента Российской Федерации — за достигнутые трудовые успехи и многолетнюю добросовестную работу[25];
- 2016 — Премия Правительства Российской Федерации 2016 года в области средств массовой информации — за выдающиеся достижения и разработки, имеющие большое значение для мирового телевидения, в том числе в контексте развития международных стандартов цифрового телевидения и телевидения высокой чёткости[26].
- 2017 — Орден Почёта — за большой вклад в развитие отечественного телевидения и радиовещания, многолетнюю плодотворную работу[27].

М. И. Кривошеев также удостоен почётных званий и наград в Австралии, Бразилии, Великобритании, Германии, Ирана, Испании, Италии, Китая, Польши, США, Украины, Франции, Японии, крупных международных телефорумов HAT, NAB, IBC и другими.

## Память
21 ноября 2019 года по инициативе коллектива НИИ радио предприятию присвоено имя М. И. Кривошеева.
31 января 2023 года улице недалеко от института было присвоено название в честь Кривошеева.

## Основные работы
- Измерения в телевизионном оборудовании (1956)
- Измерения флуктуационных помех в телевидении (1961)
- Основы телевизионных измерений. Три издания (1964, 1976, 1989)
- Перспективы развития телевидения (1972, 1982)
- Цифровое телевидение (1985)
- Международная стандартизация цифрового телевизионного вещания (2006)

Книга М. И. Кривошеева «Основы телевизионных измерений» переиздана в шести странах, по перспективам развития телевидения в трёх странах. Он автор и соавтор более 300 публикаций, более 90 изобретений, отечественных и зарубежных патентов. Лично им и совместно с его учениками написано более 30 монографий и книг, посвящённых ТВ — измерениям, перспективам развития ТВ — вещания, цифровому ТВ и его стандартизации, часть из них издана на девяти языках.